# Realismo ingenuo (filosofia)
L'espressione realismo ingenuo o realismo naive indica un insieme di concezioni filosofiche della percezione (e per estensione un insieme di concezioni metafisiche realiste), dette talvolta anche realismo del senso comune, realismo diretto, o realismo naturale, che rivalutano fortemente (in differenti modi) la concezione propria del senso comune. 

## Descrizione
La concezione, descritta ad esempio da Henri Bergson nel suo "Materia e Memoria", sostiene che la percezione umana è in grado di mettere la mente in una relazione cognitiva non fallace con il mondo. Tutti gli oggetti sono composti di materia, occupano spazio, hanno proprietà come misura, forma, consistenza, odore e colore. Queste proprietà, di solito, sono percepite correttamente. Quindi, secondo la teoria, quando guardiamo e tocchiamo le cose, noi vediamo e tastiamo direttamente questi oggetti, e li percepiamo come essi sono. Gli oggetti continuano a obbedire alle leggi della fisica e mantengono le proprietà che li contraddistinguono, indipendentemente dalla nostra percezione.
Generalmente si tende a contrapporre tale forma di realismo a forme riduzioniste di realismo scientifico, le quali pongono invece una netta frattura tra gli aspetti fenomenologici soggettivi della percezione, propri dell'osservatore, e le caratteristiche intrinseche degli oggetti percepiti (vedi ad esempio la distinzione galileiana tra qualità primarie e secondarie), la vera realtà soggiacente l'apparenza. Ad esempio, gli oggetti non sono colorati in sé, ma in quanto riflettono determinate lunghezze d'onda sulla base delle loro proprietà fisiche. Il colore invece è solo una qualità soggettiva. Il realista ingenuo, invece, sostiene che gli oggetti hanno 'davvero' il colore che noi percepiamo. 
Un realista scientifico è, ad esempio, John Locke, che sosteneva che il mondo ha solo qualità primarie recepite in una descrizione scientifica fatta propria dalla teoria corpuscolare, mentre le altre proprietà sono del tutto soggettive, basandosi, per la loro esistenza, sul fatto che qualcuno osservi l'oggetto che ha quelle caratteristiche.

## Critiche e contro-critiche
Il realismo ingenuo è stato spesso criticato in base al fatto che diversi individui possono avere percezioni contrastanti della stessa realtà (come sostenuto da Bertrand Russell nel suo I problemi della Filosofia). Ad esempio, una mela può apparire rossa di giorno, ma al calare della sera essa assume varie tonalità di grigio.
Alcuni studiosi (come Myles Burnyeat) hanno sostenuto che, in realtà, il problema delle percezioni contrastanti non esiste. Secondo questi autori, sostenere che qualcosa non può davvero possedere una proprietà perché essa appare diversa in varie circostanze, da diverse prospettive e sotto diverse condizioni, equivale a dire che un oggetto non può davvero avere delle proprietà fino a quando non mostri di averle sempre. Di conseguenza, noi dovremmo concludere che un bastone di legno è effettivamente dritto sotto tutte le condizioni e in ogni periodo. Chiaramente, secondo Burnyeat e gli altri critici del realismo scientifico, ciò è falso: chiunque percepirebbe il bastone come se fosse storto, qualora esso fosse in parte immerso in acqua (per effetto della rifrazione), ma nessuno penserebbe che ciò avviene perché il bastone non è davvero dritto.
Bertrand Russell affermò l'inconsistenza del realismo ingenuo sostenendo  il seguente ragionamento:
- il realismo ingenuo si riferisce alla fisica;
- la fisica, se è vera, dimostra che il realismo ingenuo è falso;
- il realismo ingenuo se è vero è perciò falso;
- il realismo ingenuo è perciò falso.

Questo genere di argomentazioni è stato criticato a fondo da Austin nel suo libro Sense and Sensibilia.
Uno dei maggiori filosofi contemporanei, Hilary Putnam, ha recentemente adottato una forma raffinata di realismo diretto.

## La ripresa del realismo naturale
Nella filosofia contemporanea esiste una linea di ricerca che ha dato luogo ad una rivalutazione del realismo naturale, in funzione anti-cartesiana.
Secondo Hilary Putnam sono ascrivibili a tale tendenza, oltre a se stesso (secondo linee e contesti anche piuttosto differenti):
- Thomas Reid
- William James
- Husserl
- Wittgenstein
- J.L.Austin